# Temporada da NHL de 1927–28
A temporada da NHL de 1927–28 foi a décima primeira temporada da National Hockey League (NHL). Dez times jogaram 44 partidas cada. O New York Rangers venceu a Stanley Cup ao bater o Montreal Maroons, tornando-se o primeiro time baseado nos Estados Unidos desde a formação da NHL a vencer e desde o título do Seattle Metropolitans em 1917. 

## Negócios da Liga
A Copa O'Brien, que geralmente ia para a National Hockey Association (NHA), e posteriormente para o campeão da liga da NHL, iria agora para o campeão da Divisão Canadense. O Troféu Príncipe de Gales, primeiramente dado ao vencedor do primeiro jogo no Madison Square Garden, e posteriormente ao campeão da NHL, iria agora  para o vencedor da Divisão Americana.

## Temporada Regular
O Ottawa Senators, de longe o maior mercado da liga, foi afetado pelas franquias nos Estados Unidos e, com a escalada  dos salários, estavam com problemas financeiros como consequência, requerendo uma grande receita nos jogos fora de casa para os outros times. Eles também venderam sua estrela, o asa direita Hooley Smith para o Montreal Maroons por $22.500 e pelo retorno do asa direita Punch Broadbent, seguido pela venda do defensor Edwin Gorman para Toronto. Parte do problema era que a torcida de Ottawa tendia a ir para jogos apenas contra adversários canadenses. 
Howie Morenz, o principal jogador da NHL, dominou a corrida da artilharia e foi o vencedor do Troféu Memorial Hart. Ele marcou 33 gols e também liderou a liga em assistências. Apesar  das dificuldades financeiras de Ottawa, Alex Connell, goleiro do time, fez um recorde de seis shutouts consecutivos ou um período de 460 minutes e 59 segundos sem levar gols.
Toronto, agora Maple Leafs, mostrou poder cedo e pareceu que faria oos play-offs. Todavia, lesões de Hap Day e Bill Carson prejudicaram o tiem, e os Leafs caíram para quarto, fora dos playoffs.
Graças às grandes atuações de Eddie Shore e do goleiro Hal Winkler, que empatou com Connell como líder nos shutouts com 15, o Boston Bruins terminou em primeiro pela primeira vez na Divisão Americana, enquanto os Canadiens, que estavam disparados na Divisão Canadense no meio da temporada, escorregaram após a lesão de Pit Lepine mas conseguiram se manter na liderança ao fim da temporada.

### Classificação Final
Nota: V = Vitórias, D = Derrotas, E = Empates, Pts = Pontos, GP= Gols Pró, GC = Gols Contra, PEM = Penalizações em minutos

Nota: Times que se classificaram aos play-offs estão em negrito.
| Divisão Canadense   | PJ | V  | D  | E  | Pts | GP  | GC  | PEM |
| ------------------- | -- | -- | -- | -- | --- | --- | --- | --- |
| Montreal Canadiens  | 44 | 26 | 11 | 7  | 59  | 116 | 48  | 496 |
| Montreal Maroons    | 44 | 24 | 14 | 6  | 54  | 96  | 77  | 549 |
| Ottawa Senators     | 44 | 20 | 14 | 10 | 50  | 78  | 57  | 483 |
| Toronto Maple Leafs | 44 | 18 | 18 | 8  | 44  | 89  | 88  | 436 |
| New York Americans  | 44 | 11 | 27 | 6  | 28  | 63  | 128 | 563 |

| Divisão Americana   | PJ | V  | D  | E  | Pts | GP | GC  | PEM |
| ------------------- | -- | -- | -- | -- | --- | -- | --- | --- |
| Boston Bruins       | 44 | 20 | 13 | 11 | 51  | 77 | 70  | 558 |
| New York Rangers    | 44 | 19 | 16 | 9  | 47  | 94 | 79  | 462 |
| Pittsburgh Pirates  | 44 | 19 | 17 | 8  | 46  | 67 | 76  | 395 |
| Detroit Cougars     | 44 | 19 | 19 | 6  | 44  | 88 | 79  | 395 |
| Chicago Black Hawks | 44 | 7  | 34 | 3  | 17  | 68 | 134 | 375 |

### Artilheiros
PJ = Partidas Jogadas, G = Gols, A = Assistências, Pts = Pontos, PEM = Penalizações em Minutos
| Jogador        | Time                                | PJ | G  | A  | Pts |
| -------------- | ----------------------------------- | -- | -- | -- | --- |
| Howie Morenz   | Montreal Canadiens                  | 43 | 33 | 18 | 51  |
| Aurel Joliat   | Montreal Canadiens                  | 44 | 28 | 11 | 39  |
| Frank Boucher  | New York Rangers                    | 44 | 23 | 12 | 35  |
| George Hay     | Detroit Cougars                     | 42 | 22 | 13 | 35  |
| Nels Stewart   | Montreal Maroons                    | 41 | 27 | 7  | 34  |
| Art Gagne      | Montreal Canadiens                  | 44 | 20 | 10 | 30  |
| Bun Cook       | New York Rangers                    | 44 | 14 | 14 | 28  |
| Bill Carson    | Toronto Maple Leafs                 | 32 | 20 | 6  | 26  |
| Frank Finnigan | Ottawa Senators                     | 38 | 20 | 5  | 25  |
| Bill Cook      | New York Rangers                    | 43 | 18 | 6  | 24  |
| Duke Keats     | Detroit Cougars/Chicago Black Hawks | 38 | 14 | 10 | 24  |

## Playoffs
Na Divisão Canadense, o Montreal Maroons derrotou o Ottawa Senators e foram ao limite contra os Canadiens antes de Russell Oatman colocar os Maroons nas finais com gol na prorrogação.
Na Divisão Americana, o New York Rangers derrotou o Pittsburgh Pirates em uma série difícil, e então bateu Boston para ir às finais contra o Montreal Maroons. 

### Finais
The circus knocked the Rangers out of Madison Square Garden, and all games would be played in the Montreal Forum, even though Boston offered to host the Rangers. The Maroons won game one 2–0, with Nels Stewart and goaltender Clint Benedict the stars. 
O drama instalou-se no jogo 2, quando Nels Stewart desferiu um grande chute que atingiu o goleiro do New York Lorne Chabot nos olhos. Ele não pôde continuar, e os Rangers precisavam de outro goleiro. Todavia, quando o técnico Eddie Gerard se recusou a deixar os Rangers usarem Alex Connell ou o goleiro menos conhecido Hugh McCormick, Lester Patrick, técnico dos Rangers, com raiva, decidiu colocar o uniforme ele mesmo. Os Rangers, então, atacaram com o corpo qualquer jogador do Maroon que chegou próximo a Patrick. Bill Cook marcou, colocando os Rangers à frente: 1–0, mas Nels Stewart não foi impedido e marcou, empatando o jogo. Na prorrogação, Frank Boucher marcou o gol da vitória dos Rangers e eles carregaram Patrick, com lágrimas caindo dos olhos, do gelo.
Joe "Red Light" Miller, goleiro do New York Americans, pôde pegar o lugar de Chabot no gol e jogou bem na derrota por 2-0 no jogo 3.  Todavia, Frank Boucher estrelou quando os Rangers ganharam as duas partidas seguintes, e a Stanley Cup. O drama quase se instalou no jogo final quando Miller sofreu um grave corte em uma finalização, mas ele pôde continuar. A torcida ficou revoltada algumas vezes e o árbitro Mike Rodden sofreu xingamentos por gols anulados dos jogadores do Maroon. Até o presidente da NHL Frank Calder foi alvo de alguns torcedores por não intervir. Os Rangers tornaram-se o segundo time Americano a vencer a Copa e o primeiro time americano da NHL a fazê-lo.
New York Rangers vs. Montreal Maroons
| Data        | Visitante        | Placar | Mandante         | Placar | Notas |
| ----------- | ---------------- | ------ | ---------------- | ------ | ----- |
| 5 de abril  | New York Rangers | 0      | Montreal Maroons | 2      |       |
| 7 de abril  | New York Rangers | 2      | Montreal Maroons | 1      | (OT)  |
| 10 de abril | New York Rangers | 0      | Montreal Maroons | 2      |       |
| 12 de abril | New York Rangers | 1      | Montreal Maroons | 0      |       |
| 14 de abril | New York Rangers | 2      | Montreal Maroons | 1      |       |

New York venceu a série melhor de 5 por 3–2

## Prêmios da NHL
| Prêmios da NHL de 1927-28  | Prêmios da NHL de 1927-28             |
| -------------------------- | ------------------------------------- |
| Copa O'Brien:              | Montreal Canadiens                    |
| Troféu Príncipe de Gales:  | Boston Bruins                         |
| Troféu Memorial Hart:      | Howie Morenz, Montreal Canadiens      |
| Troféu Memorial Lady Byng: | Frank Boucher, New York Rangers       |
| Troféu Vezina:             | George Hainsworth, Montreal Canadiens |

## Estreias
O seguinte é uma lista de jogadores importantes que jogaram seu primeiro jogo na NHL em 1927–28 (listados com seu primeiro time, asterisco(*) marca estreia nos play-offs):
- Dit Clapper, Boston Bruins
- Norman Gainor, Boston Bruins
- Cy Wentworth, Chicago Black Hawks
- Charlie Gardiner, Chicago Black Hawks
- Larry Aurie, Detroit Cougars
- Marty Burke, Montreal Canadiens
- Jimmy Ward, Montreal Maroons
- Joe Lamb, Montreal Maroons
- Marty Barry, New York Americans
- Allan Shields, Ottawa Senators
- Joe Primeau, Toronto Maple Leafs

## Últimos Jogos
O seguinte é uma lista de jogadores importantes que jogaram seu último jogo na NHL em 1927-28  (listados com seu último time):
- Sprague Cleghorn, Boston Bruins
- Corb Denneny, Chicago Black Hawks
- Frank Foyston, Detroit Cougars
- Jack Walker, Detroit Cougars
- Billy Boucher, New York Americans
- Odie Cleghorn, Pittsburgh Pirates